# Екатарина Велика (албум)
Екатарина Велика је други албум српске рок групе Екатарина Велика. Пре овог издања, бенд се називао Катарина II и под тим именом је објавио истоимени деби албум 1984. године.

## Песме
(Музика и аранжмани Екатарина Велика, текстови Милан Младеновић осим тамо где је другачије назначено)
1. „Очи боје меда“ – 3:36
2. „Заборави овај град“ – 3:03 (текст: М. Стефановић)
3. „“ – 2:49
4. „Ходај“ – 4:06
5. „Руке“ – 3:01
6. „Модро и зелено“ – 4:00
7. „То сам ја“ – 3:58 (текст: ЕКВ)
8. „Оловне године“ – 3:47 (текст: М. Стефановић)
9. „“ – 5:14

Међутим, на задњој страни омота плоче текстови су одштампани другачијим редоследом, што сугерише да је можда требало да иду тим редом и на албуму. Текстови су одштампани овим редом:
1. „Ходај"
2. „Оловне године"
3. „Модро и зелено"
4. „То сам ја"
5. „Руке"
6. "Tatoo"
7. „Заборави овај град"
8. „Очи боје меда"
9. "I've always loved you"

- Наслов песме "Tatoo" је граматички неправилан (исправно се пише "Tattoo"), на свим издањима албума.

## Музичари

### Чланови групе
- Милан Младеновић – гитара, глас
- Маргита Стефановић – клавир, клавијатуре
- Бојан Печар – бас-гитара
- Иван Феце „Фирчи“ – бубњеви

### Гости
- Масимо Савић (Доријан Греј) - пратећи вокали
- Томо Ин Дер Мулен (Карлови Вари) - гитара